# Façonnable
Façonnable es una empresa francesa de moda de alta gama para el hombre y la mujer, que se creó en 1950 en la ciudad de Niza, Francia. Sus colecciones son distribuidas en los cinco continentes, en sus propias tiendas o en las tiendas de multimarca, como Harrod's en Londres o Barneys en Nueva York.

## Historia de la marca
- La empresa Façonnable empieza en 1950, cuando el maestro-sastre Jean Goldberg creó una tienda-taller en la calle Paradis en Niza. Las grandes estrellas internacionales como Cary Grant o Tony Curtis se convierten en embajadores de la marca en el Festival de Cannes.
- En 1961, su hijo Albert Goldbert, heredero de su conocimiento, recupera la empresa y hace de Façonnable una marca masculina inspirada en la elegancia y la esencia de la Costa Azul.
- En 1975, en cooperación con Loro Piana, Albert Goldberg creó FaçoRain”un proceso de fabricación que mezcla la tecnología a través de las materias naturales. Gracias a una membrana invisible de lana o cachemir se vuelven impermeables al agua y al viento, guardando sus cualidades transpirables.
- En 1987, Façonnable lanza su primera colección de gafas, óptica y solar, recuperando los códigos de la marca, bajo el sol de la French Riviera.
- En 1990, Façonnable lanza su primera línea de relojes.
- En octubre de 1993, Façonnable abre su primera tienda Americana en la Quinta Avenida en Nueva York, recuperando el lugar ocupado por Gucci en el Centro Rockefeller.[2]
- En 1995, todavía en Estados Unidos, Façonnable debuta en el mercado femenino,[3] lanzando una colección coherente con la imagen Premium de las colecciones masculinas. El éxito americano permite a la marca distribuir más adelante esta nueva línea en sus tiendas europeas.
- En 2013, Façonnable sigue su expansión y abre su primera tienda en Shanghái.[4]

## Los directores artísticos
- Creador del estilo Façonnable, Albert Goldberg dirige la creación de Façonnable hasta el 2000. Conocimiento heredado de su padre, aprendió una nueva moda, inspirada en la atmósfera de la Costa Azul. La perfección del corte, el cuidado de los detalles y la elegancia, se inscriben con el tiempo en los genes de la marca.
- El americano Michael West fue el director artístico de las colecciones de 2004 a 2007.
- Eric Wright, dibujo las colecciones de Façonnable de 2008 a 2010.[5]
- Julian Neal, estilista inglés-turco, llega a Façonnable en 2011.[6]
- En 2014, Daniel Kearns recupera la dirección artística de la marca y añade un toque más contemporáneo a las colecciones, guardando la filosofía y el chic intemporal de Façonnable.